# Сусло Михайло Миколайович
Миха́йло Микола́йович Су́сло (15 червня 1991, м. Конотоп, Сумська область, Українська РСР — 26 березня 2015, Донецька область, Україна) — доброволець, ройовий батальйону ОУН, учасник російсько-української війни, псевдо «Слідопит».

## Життєвий шлях
Народився в 1991 році у м. Конотоп на Сумщині. Маючи від народження поганий зір, навчався у Конотопській школі-інтернаті № 2. Займався спортом — бігом, спортивним орієнтуванням, паркуром, боксом. Писав віршовані п'єси. Закінчив з «червоним дипломом» Конотопське професійно-технічне училище № 20, де здобув професію повара. Але заявив батькам, що хоче бути військовим.
В армію не брали через зір, однак Михайло не полишав спроби і врешті-решт домігся свого — 14 травня 2012 зарахований на військову службу в розвідроту 1-ї окремої танкової бригади, в/ч А1815, смт Гончарівське, Чернігівська область. За час служби батьки отримали безліч подяк та відзнак від командира частини.
З початком російської збройної агресії проти України з весни 2014 часто бував в Одесі, де допомагав одеським патріотам захищати місто від проросійських сепаратистів, чергував на блокпостах для перекриття можливостей завезення зброї з Придністров'я, займався волонтерством, навчав молодь у таборі як інструктор.
Член Конотопського осередку Національно-визвольного руху «Правий сектор». На фронт пішов добровольцем, воював у складі батальйонів «Айдар» та «Азов».
Розвідник, рядовий Добровольчого батальйону ОУН. Наприкінці січня 2015 вирушив у зону проведення антитерористичної операції в район Донецька — у селище Піски.
25 березня 2015 року, поблизу селища Піски Ясинуватського району під час розвідки в околицях Донецького аеропорту помітив сліди біля «секрету» та вирішив перевірити — просунувся уперед, але потрапив у засідку. Внаслідок ворожого обстрілу зазнав поранень — перебита нога осколком ВОГ, два кульових поранення в руку. Витягнути бійця вдалося лише з третьої спроби, в темряві під обстрілами. Вранці 26 березня помер у лікарні від втрати крові внаслідок вибухової травми.
Похований 28 березня на кладовищі м. Конотопа. Залишились батьки Світлана і Микола, старша сестра Ольга та наречена.

## Нагороди
- У 2021 році нагороджений орденом «За мужність» III ступеня (посмертно)[7].

Указом Президента України № 97/2021 від 12 березня 2021 року, «за особисту мужність, виявлену у захисті державного суверенітету та територіальної цілісності України, самовіддане служіння Українському народу», нагороджений орденом «За мужність» III ступеня (посмертно).
- Нагороджений медаллю УПЦ КП «За жертовність і любов до України» (посмертно).
- Нагороджений відзнакою Всеукраїнської громадської організації "Спілка ветеранів та працівників силових структур України «ЗВИТЯГА» "Орденом «За заслуги» (посмертно).
- Нагороджений орденом «Лицарський хрест ОУН» (посмертно).
- Нагороджений орденом «Лицарський хрест України» (посмертно).
- Нагороджений відзнакою ДУК ПС «Бойовий Хрест Корпусу» (посмертно).
- Нагороджений орденом «Лицарський хрест Добровольца» (посмертно).
- 31 березня 2016 рішенням 9-ї сесії Конотопської міської ради VII скликання присвоєне звання «Почесний громадянин міста Конотопа» (посмертно).

Нагороджений відзнакою «Народний Герой України»(посмертно)

## Вшанування
- У травні 2015 у Конотопській ЗОШ-інтернаті проведено Перший відкритий турнір з волейболу пам'яті випускника школи Михайла Сусла, в якому взяли участь команди зі шкіл міста[8].
- В м. Конотопі вул. Фрунзе перейменовано на вулицю Михайла Сусла[9].
- 31 березня 2016 року, Рішенням 9-ї сесії Конотопської міської ради VII скликання присвоєне звання «Почесний громадянин міста Конотопа» (посмертно)[10].
- 28 червня 2016 року, у м. Конотопі на одному з будинків по вулиці Михайла Сусла встановлено пам'ятну дошку на його честь[11][12].
- 1 вересня 2017 року, в ДПТНЗ «Конотопське професійно-технічне училище» встановлено меморіальну дошку трьом полеглим випускникам училища — Михайлу Суслу, Геннадію Самусю та Олександру Ровному[13].
- У березні 2017 року, в заміському таборі «Мрія», з ініціативи молодіжного крила організації «Правий Сектор» і за підтримки міської влади Конотопа, пройшов патріотичний вишкіл для молоді пам'яті Михайла Сусла. Учасники дводенного заходу з різних міст України пройшли навчання (вишкіл) з нічного орієнтування на місцевості, з туристичних дисциплін, спортивної стрільби, тактичної медицини, вчилися виживати в природних умовах та працювати в команді[14].